# Грб Шведске
Грб Шведске је званични хералдички симбол Краљевине Шведске. Грб има укупно шест верзија (четири веће - stora riksvapnet и две мање - lilla riksvapnet):
- Већи национални грб са плаштом;
- Већи национални грб без плашта;
- Већи грб без држача;
- Већи грб без огрлице;
- Мањи национални грб са огрлицом;
- Поједностављени мањи грб.

## Опис грб

### Штит већег грба
Штит се састоји из четири поља и малог штита у средини. Прво и четврто поље приказују три краљевске круне Шведске које су национални симбол још од времена краља Алберта од Мекленбурга. Друго и треће поље приказују традиционалне лавове династије Фолкунга. Мали штит приказује династички грб.

#### Круна
Изнад штита налази се краљевска круна Краљевине Шведске.

#### Држачи
Штит држе два лава, која се традиционално сматрају „шведским“ - са двоструким реповима и крунисани краљевским крунама. Лав је већ четири века значајан елемент шведске хералдике, посебно државне.

#### Огрлица Реда Серафима
Штит је такође окружен огрлицом Реда Серафима познатог и као Ред Његовог Краљевског величанства. Ово је најзначајнији ред у Шведској и ова огрлица је највеће признање које појединац може добити.
Већи грб је такође и грб монарха који специјалним декретом може његову употребу одобрити појединим члановима краљевске породице уз одређене измене.

### Мањи грб
Мањи грб углавном корсити шведска влада и њене агенције. Могу му бити придружени додатни елементи који симболишу активност одређене агенције, уз одобрење Државног већа за хералдику.
Мањи грб се састоји из плавог штита на коме се налазе три краљевске круне, две изнад једне, са краљевском круном изнад штита. Око грба може бити огрлица Реда Серафима.

### Галерија
- Већи национални грб 
 са плаштом
- Већи национални грб 
 без плашта
- Већи грб 
 без држача
- Већи грб 
 без огрлице
- Мањи национални грб 
 са огрлицом
- Поједностављени 
 мањи грб
- Основни грб 
 (ретко у употреби)

## Регулисање употребе
Употреба грба регулисана је шведским законом - Act 1970:498  Архивирано на веб-сајту  (19. мај 2008)(језик: енглески)
Сваки приказ три круне, у распореду две изнад једне сматра се малим грбом и његова употреба је регулисана законом 1970:498.